# Campoplex latus
Campoplex latus är en stekelart som beskrevs av Julius Theodor Christian Ratzeburg 1848. Campoplex latus ingår i släktet Campoplex och familjen brokparasitsteklar. Inga underarter finns listade.